# Rebelión de Bardas Focas
La rebelión de Bardas Focas el Joven fue una gran guerra civil bizantina que se libró principalmente en Asia Menor. Durante la segunda mitad del siglo x, el Imperio bizantino se caracterizó por emperadores dedicados o forzados a largos períodos de campaña, principalmente en el Medio Oriente, Creta, Chipre, Antioquía; muchos otros territorios también fueron conquistados durante este período. El éxito que experimentó Bizancio durante este período se debió en gran parte al clan Focas, una familia aristocrática que produjo constantemente generales competentes y sus familiares. De hecho, durante los reinados de Nicéforo II Focas y su sobrino Juan I Tzimisces, estos generales aristocráticos suplantaron a los legítimos herederos de la dinastía macedonia, los hermanos adolescentes Basilio II y Constantino VIII, como los verdaderos gobernantes del imperio. Cuando Tzimisces murió en 976, Basilio II ascendió al poder. Rápidamente, sin embargo, las tensiones comenzaron a estallar dentro de la propia corte real cuando los nacidos en púrpura. El emperador intentó reinar completamente fuera de la influencia de los eunucos de la corte establecidos. Los testaferros detrás de las tensiones latentes en la capital llegarían a las manos en una gran rebelión dirigida por Bardas Focas el Joven, el hombre más poderoso que quedaba del antiguo régimen de Focas.